# Bojanowo (gmina)
Pour les articles homonymes, voir Bojanowo (homonymie).
Bojanowo est une gmina mixte du powiat de Rawicz, Grande-Pologne, dans le centre-ouest de la Pologne. Son siège est la ville de Bojanowo, qui se situe environ 13 km au nord-ouest de Rawicz et 79 km au sud de la capitale régionale Poznań.
La gmina couvre une superficie de 123,5 km2 pour une population de 8 938 habitants en 2006.

## Géographie

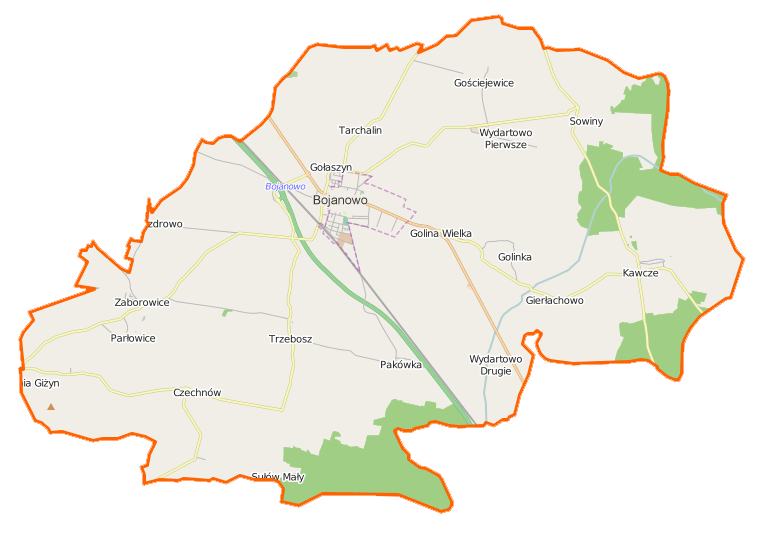
Plan de la gmina.

Outre la ville de Bojanowo, la gmina inclut les villages de :
- Czechnów
- Gierłachowo
- Giżyn
- Golina Wielka
- Golinka
- Gołaszyn
- Gościejewice
- Kawcze
- Pakówka
- Potrzebowo
- Sowiny
- Sułów Mały
- Szmezdrowo
- Tarchalin
- Trzebosz
- Wydartowo Drugie
- Wydartowo Pierwsze
- Zaborowice

### Gminy voisines
La gmina de Bojanowo est bordée des gminy de :
- Góra
- Miejska Górka
- Poniec
- Rawicz
- Rydzyna
- Wąsosz

## Structure du terrain
D'après les données de 2002 la superficie de la commune de Bojanowo est de 123,5 km2, répartis comme tel :
- terres agricoles : 73 %
- forêts : 18 %

La commune représente 22,32 % de la superficie du powiat.

## Démographie
Données du 30 juin 2004 :
| Description        | Total  | Total | Femmes | Femmes | Hommes | Hommes |
| ------------------ | ------ | ----- | ------ | ------ | ------ | ------ |
| Unité              | Nombre | %     | Nombre | %      | Nombre | %      |
| population         | 8 939  | 100   | 4 467  | 50     | 4 472  | 50     |
| Densité (hab./km²) | 72,4   | 72,4  | 36,2   | 36,2   | 36,2   | 36,2   |